# Monumenti di Firenze
Firenze è una delle città mondiali a maggior densità di risorse culturali e monumenti che testimoniano la sua incredibile evoluzione storico artistica. Soltanto i musei sono più di 60, altrettante le chiese degne di nota. In questa pagina è presente una lista delle cose più significative da visitare in città.

## Piazze e strade

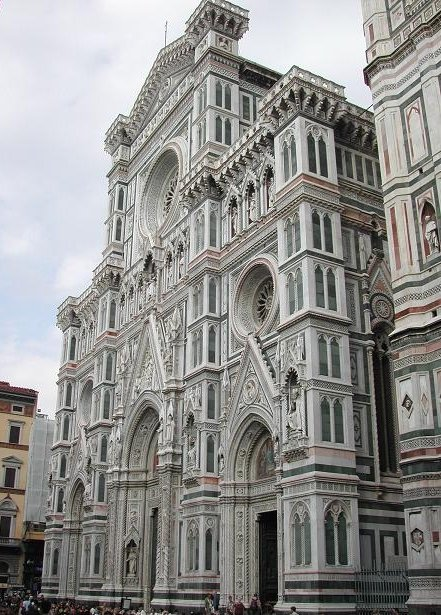
Santa Maria del Fiore

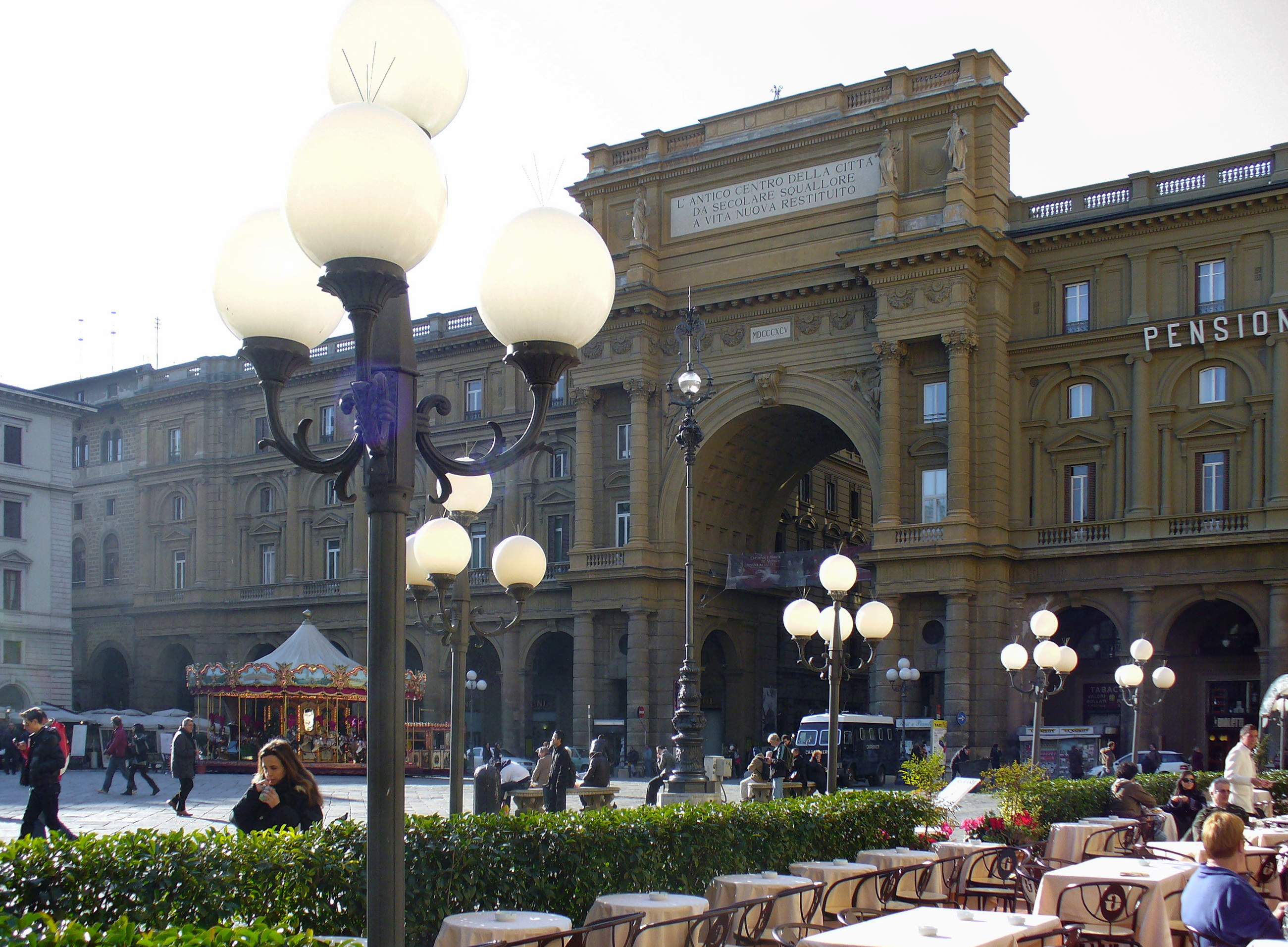
Piazza della Repubblica

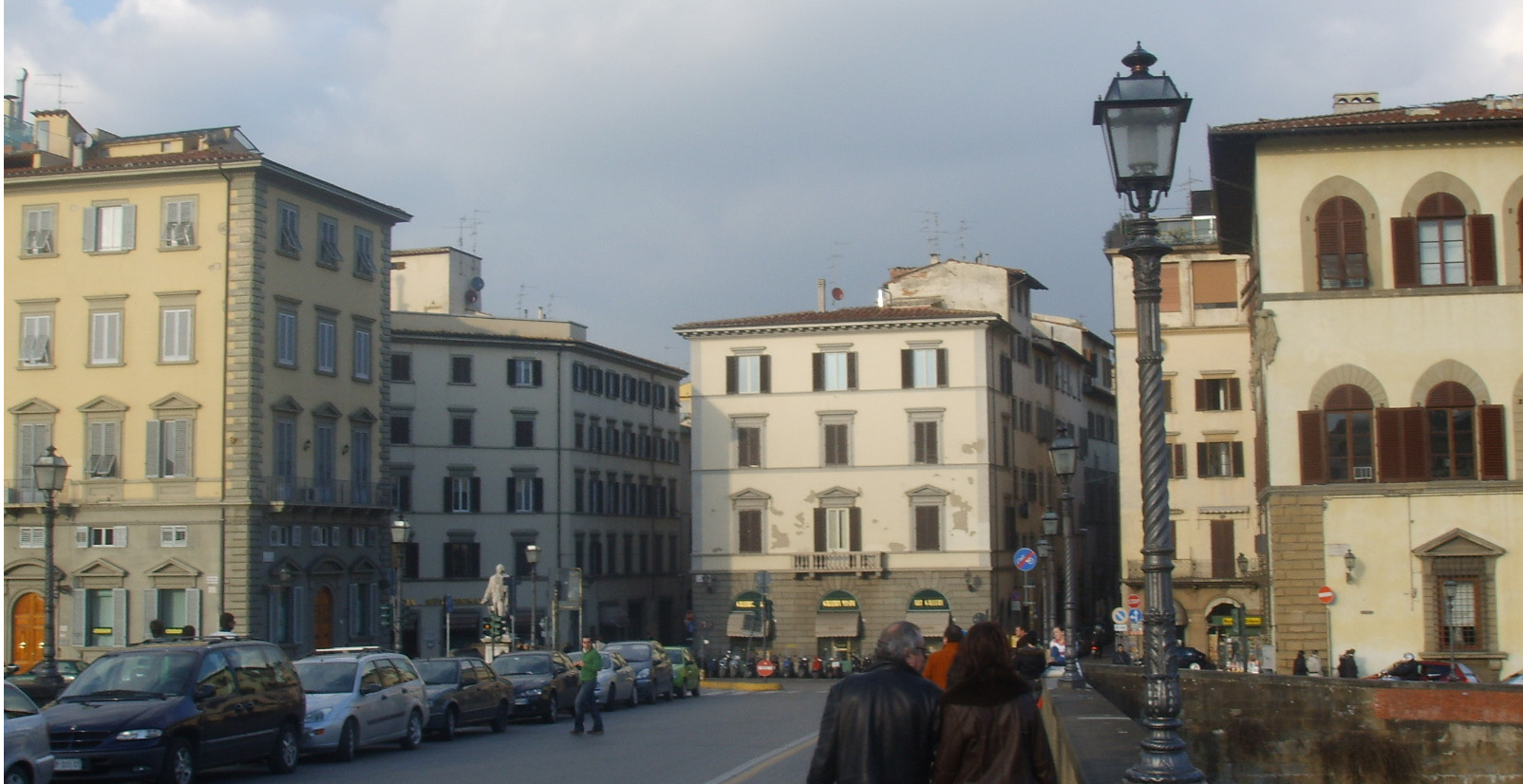
Piazza Goldoni

- Piazza della Signoria
  - Fontana del Nettuno
  - Loggia dei Lanzi
- Piazza del Duomo
  - Piazza San Giovanni
- Piazza del Carmine
- Piazza de' Ciompi
- Piazza Demidoff
- Piazzale Michelangelo
- Piazza della Repubblica
- Piazza Santa Croce
- Piazza San Firenze
- Piazza San Lorenzo
- Piazza San Marco
- Piazza Santa Maria Novella
- Piazza della Santissima Annunziata
- Piazza Santo Spirito
- Via dei Calzaiuoli
- Via Tornabuoni
- Viale dei Colli

## Palazzi

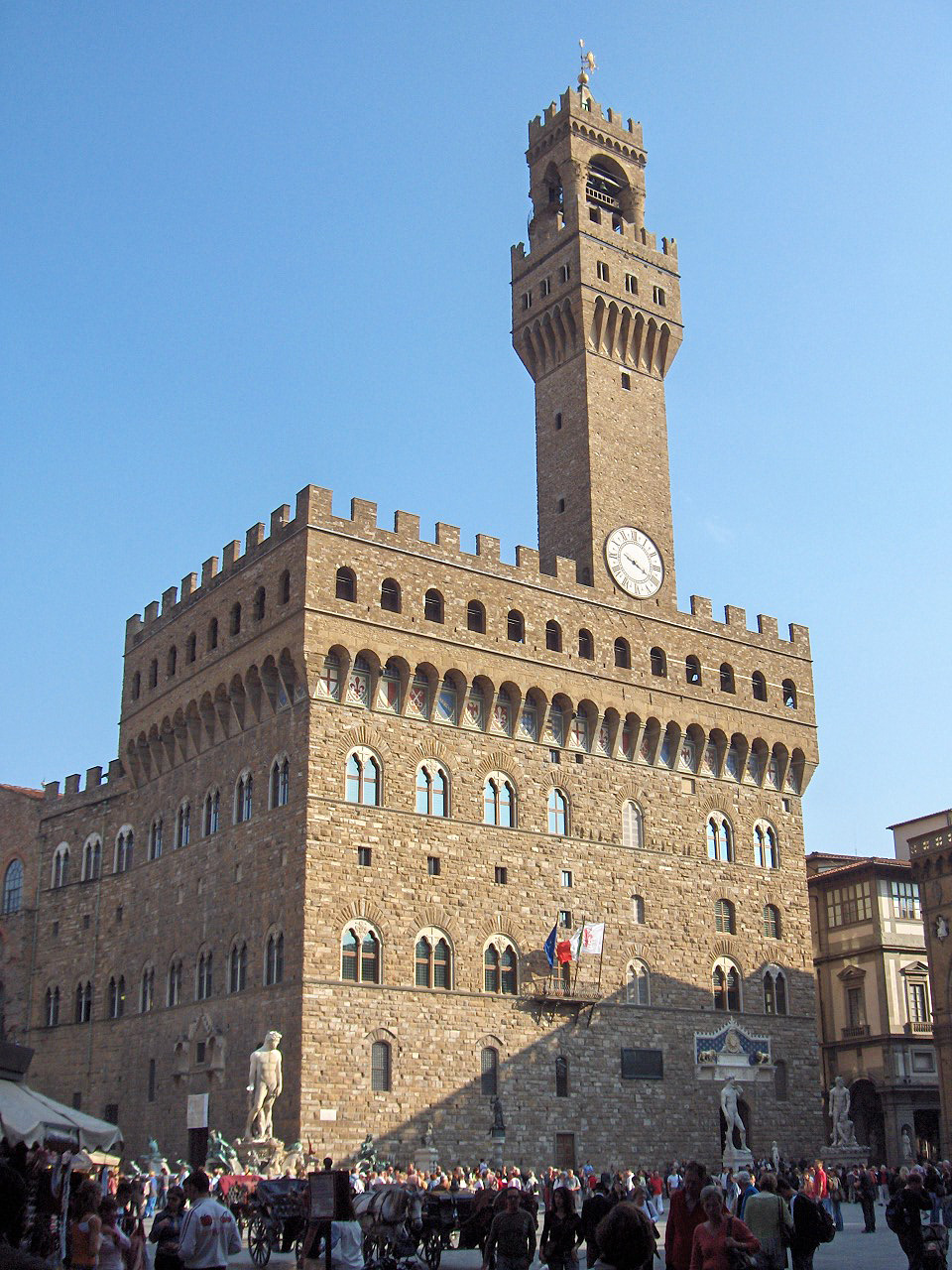
Palazzo Vecchio

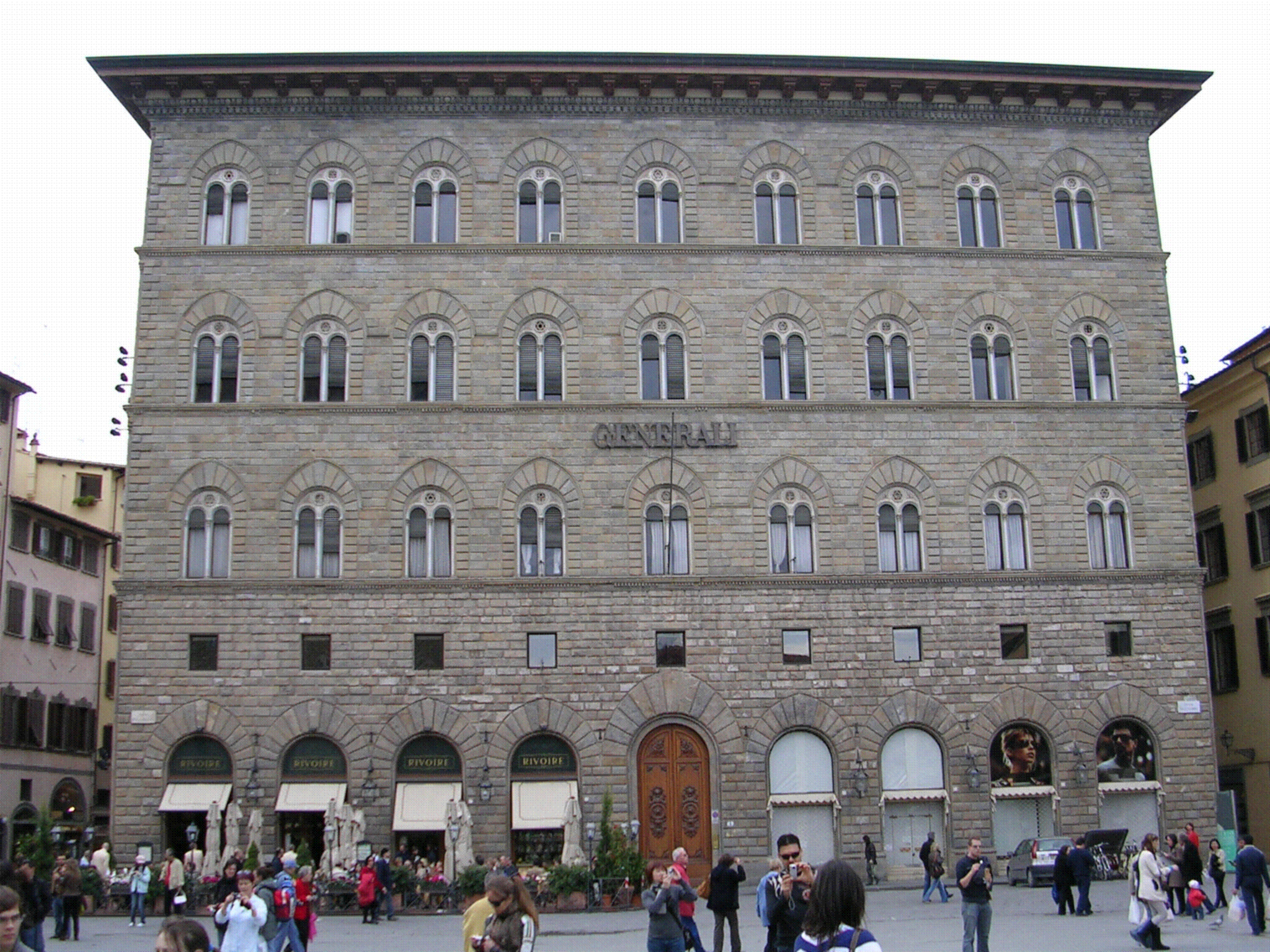
Palazzo delle Assicurazioni

Per i palazzi che ospitano un museo, si veda anche la sezione Musei e Gallerie.
- Palazzo Vecchio
- Palazzo Bartolini Salimbeni
- Palazzo di Bianca Cappello
- Palazzo Corsini
- Palazzo Medici-Riccardi
  - Cappella dei Magi
  - Galleria di Luca Giordano
- Palazzo Pitti
- Palazzo Rucellai
- Palazzo Spini-Feroni
- Palazzo Strozzi

## Architetture religiose

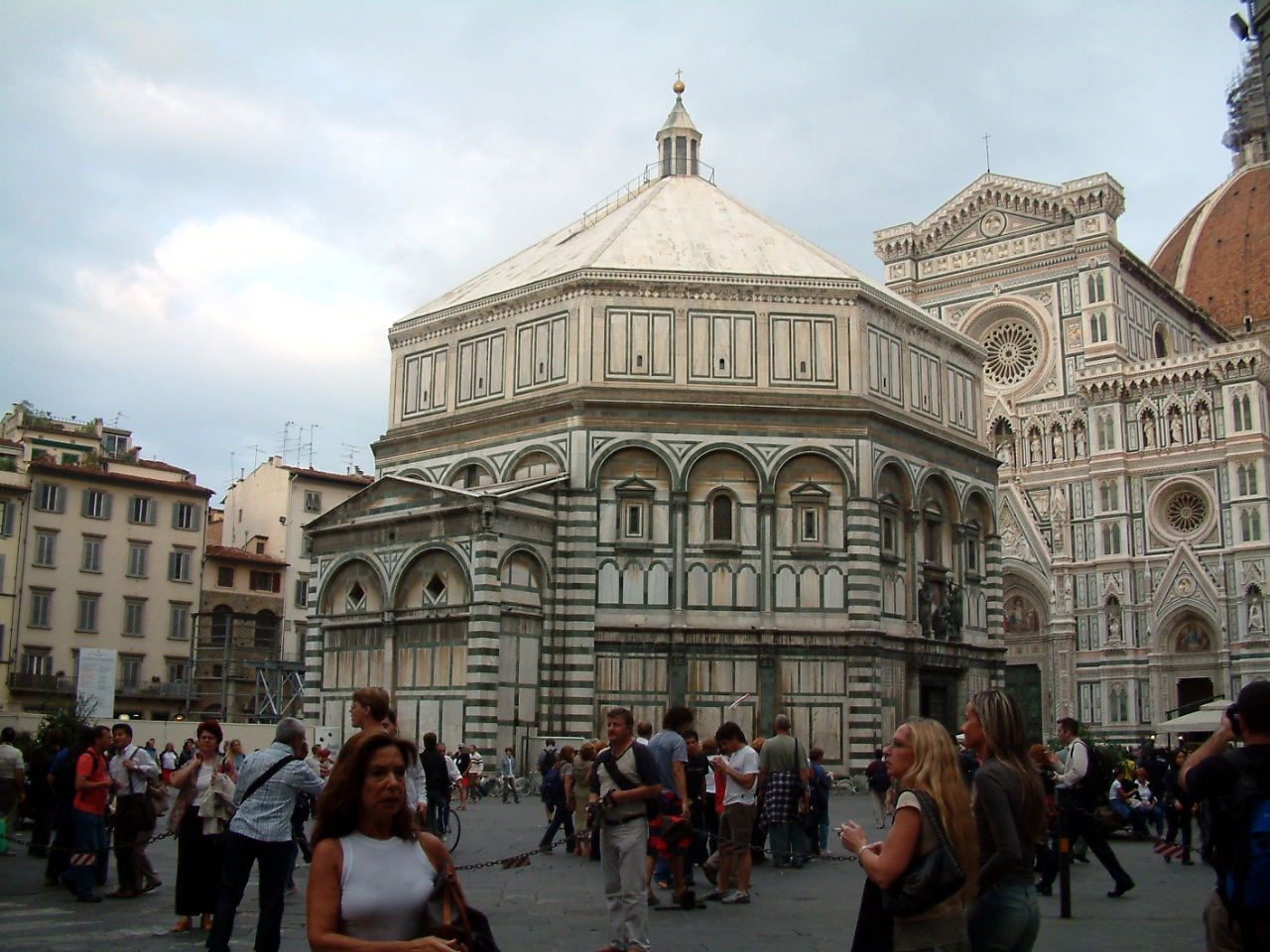
Piazza del Duomo

### Cattedrale

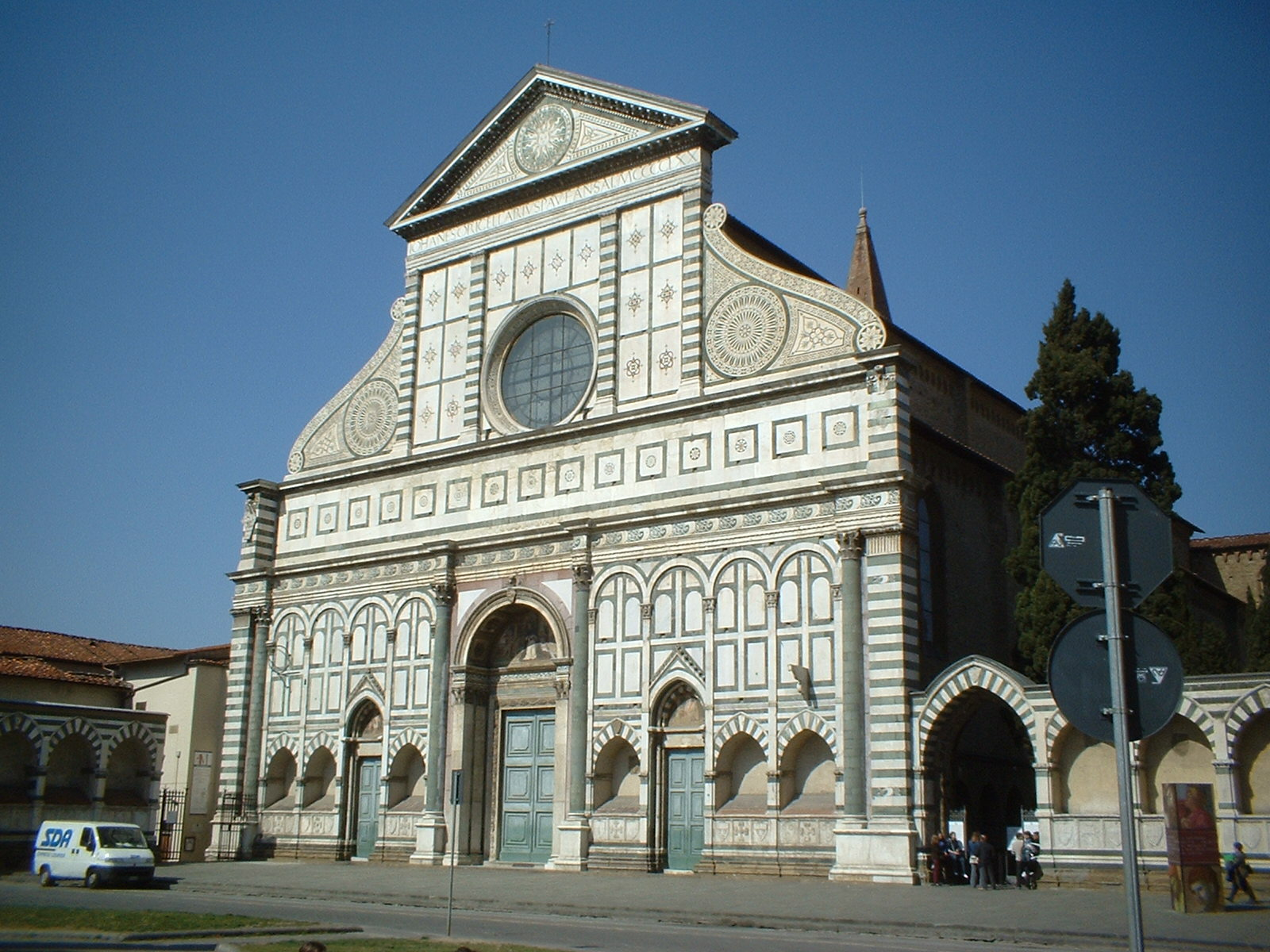
Santa Maria Novella

- Santa Maria del Fiore (duomo)

### Basiliche
- Battistero di San Giovanni
  - Porta del Paradiso
- Santissima Annunziata
- Santa Croce
  - Cappella de' Pazzi
- San Lorenzo
  - Sagrestia Vecchia
  - Sagrestia Nuova
- San Marco
- Santa Maria del Carmine
  - Cappella Brancacci
- Santa Maria Novella
  - Cappella Tornabuoni
- San Miniato
- Santo Spirito
- Santa Trinita
  - Cappella Sassetti

### Altre chiese monumentali

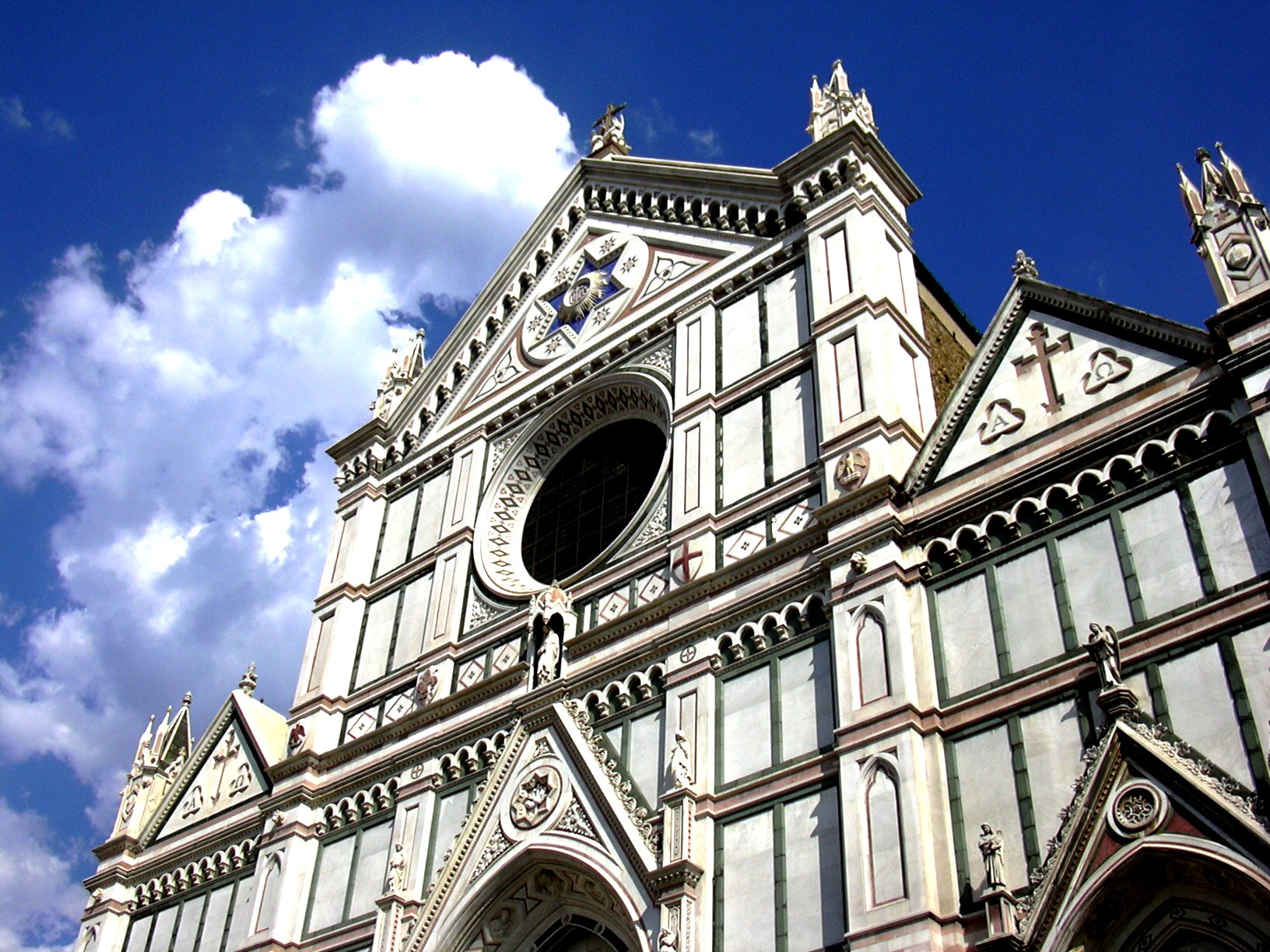
Santa Croce

- Orsanmichele
- Badia Fiorentina
- Ognissanti
- San Felice in Piazza
- Santa Felicita
- Santi Apostoli
- Santa Maria Maggiore
- Sant'Ambrogio
- Santa Maria Maddalena dei Pazzi
- Santi Michele e Gaetano
- San Frediano in Cestello
- San Salvatore al Monte
- Chiesa dell'Autostrada del Sole

## Musei e gallerie
- Galleria degli Uffizi
  - Corridoio Vasariano
- Galleria dell'Accademia
- Complesso di Palazzo Pitti
- Museo Nazionale del Bargello
- Museo di San Marco
- Cappelle Medicee in San Lorenzo
- Museo Archeologico di Firenze

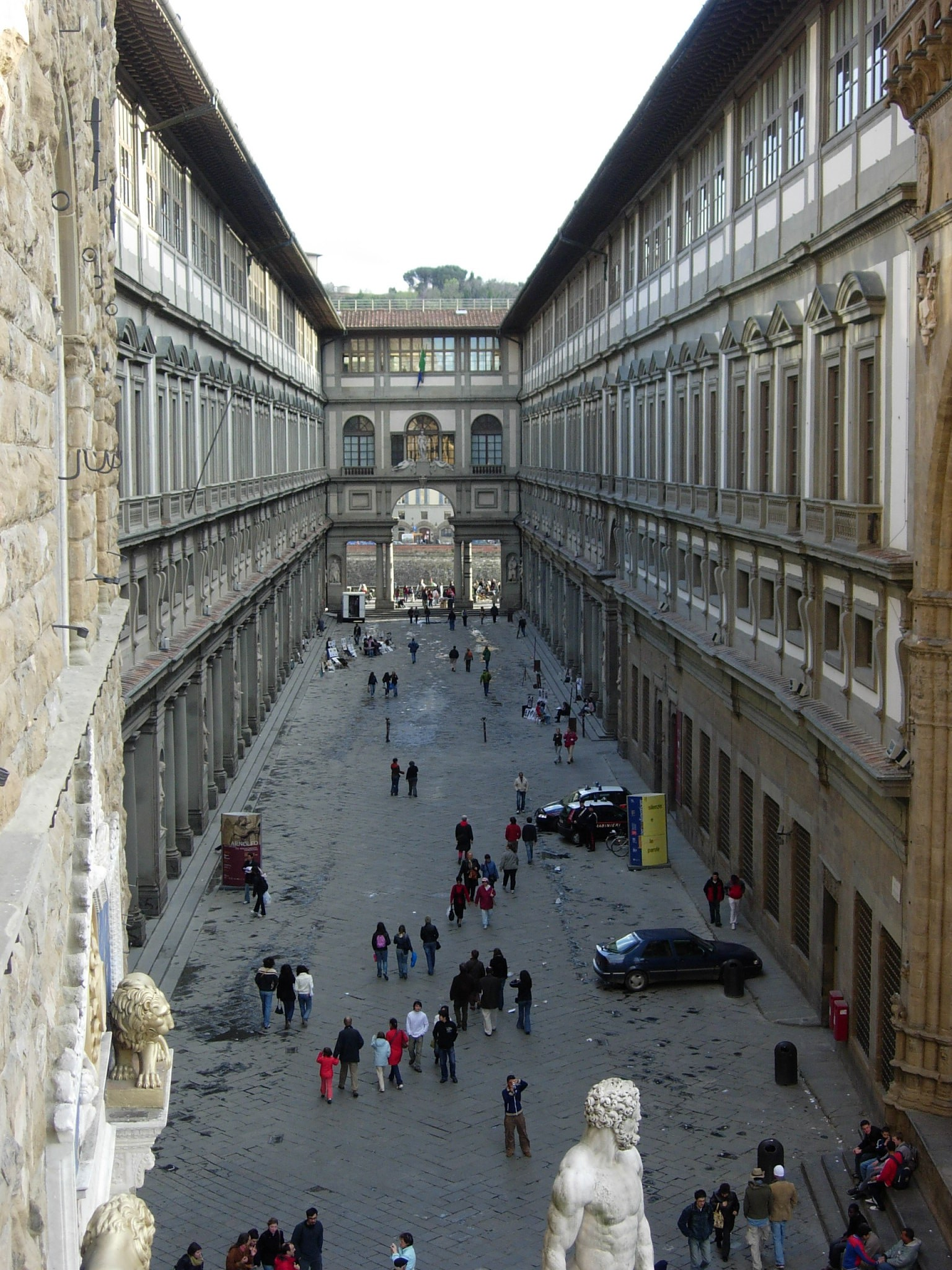
Galleria degli Uffizi

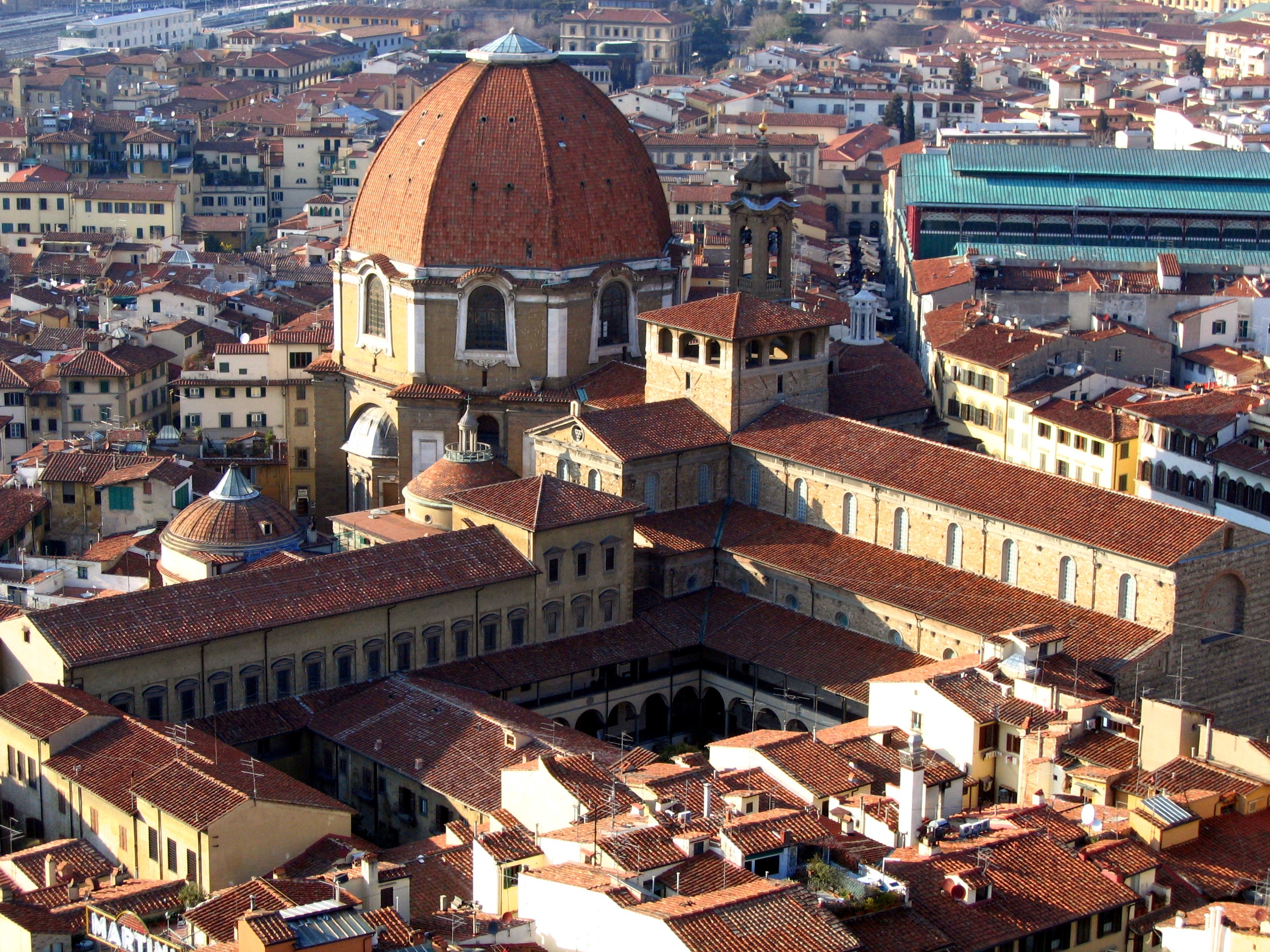
Cappelle Medicee

- Museo dell'Opificio delle Pietre Dure
- Museo Davanzati
- Museo Bardini
- Palazzo Vecchio
- Cappella Brancacci, gestione mista
- Museo di Firenze com'era
- Museo Stibbert, gestione mista fra il comune e la Fondazione Stibbert
- Museo dell'Opera di Santa Croce e Cappella de' Pazzi
- Museo dell'Opera del Duomo
- Casa Buonarroti
- Casa di Dante
- Museo Horne
- Museo Nazionale Alinari della Fotografia
- Museo Salvatore Ferragamo
- Museo Galileo
- Ospedale degli Innocenti

## Biblioteche monumentali

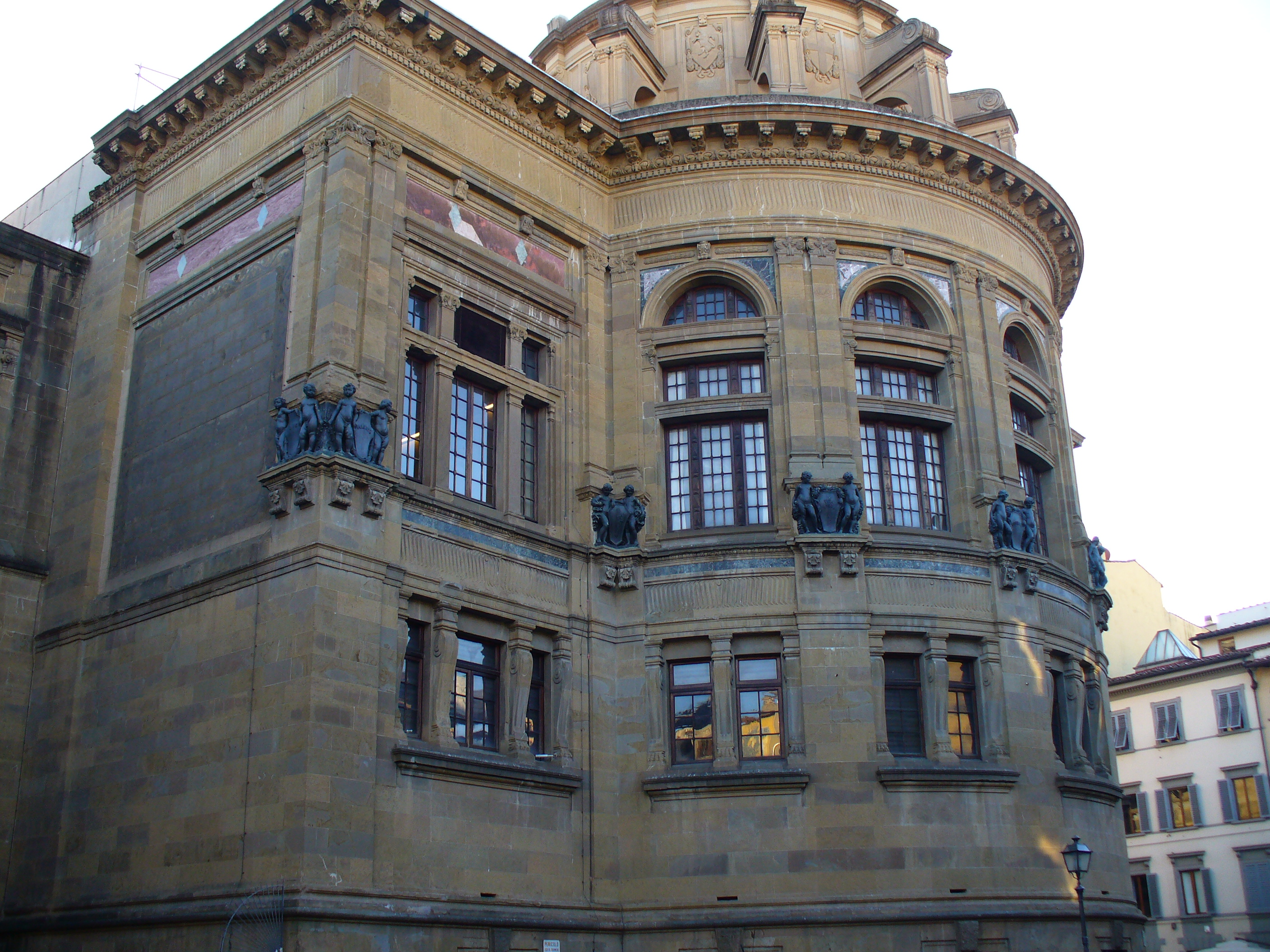
Biblioteca Nazionale Centrale

- Biblioteca Nazionale Centrale di Firenze
- Biblioteca Medicea Laurenziana in San Lorenzo
- Biblioteca Marucelliana in Via Cavour
- Biblioteca Riccardiana in Palazzo Medici Riccardi, entrata da Via de' Ginori

## Teatri storici
- Teatro alla Pergola
- Teatro Comunale di Firenze
- Teatro Goldoni
- Teatro Niccolini (chiuso)
- Teatro Puccini
- Teatro Verdi

## Giardini
- Giardino Bardini
- Giardino di Boboli
- Giardino del Bobolino
- Parco delle Cascine
- Giardino Corsini
- Giardino Corsi Annalena
- Giardino Fabbricotti
- Giardino della Gherardesca
- Giardino dell'Iris
- Orti Oricellari
- Giardino dell'Orticultura
- Giardino delle Rose
- Giardino di San Marco (scomparso)
- Giardino dei Semplici
- Giardino Torrigiani

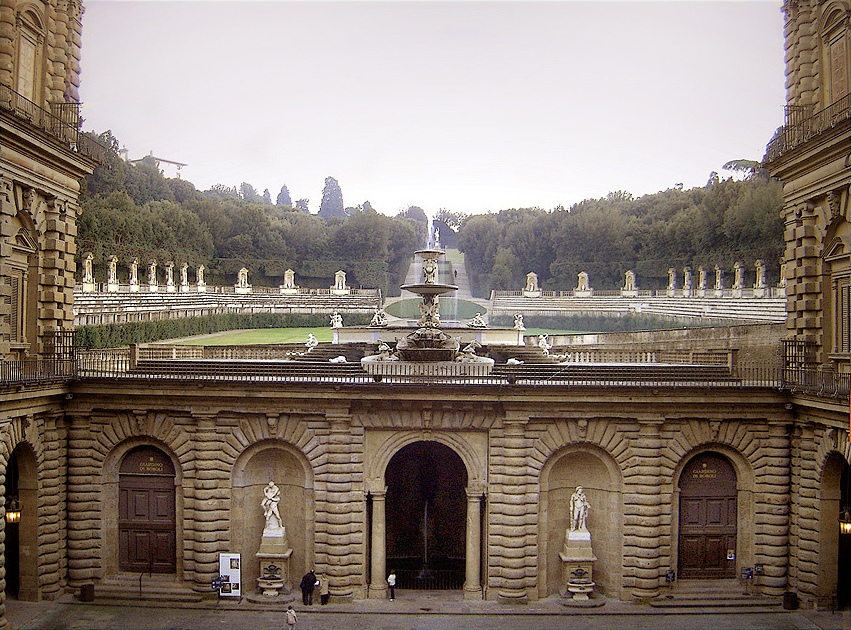
Giardino di Boboli

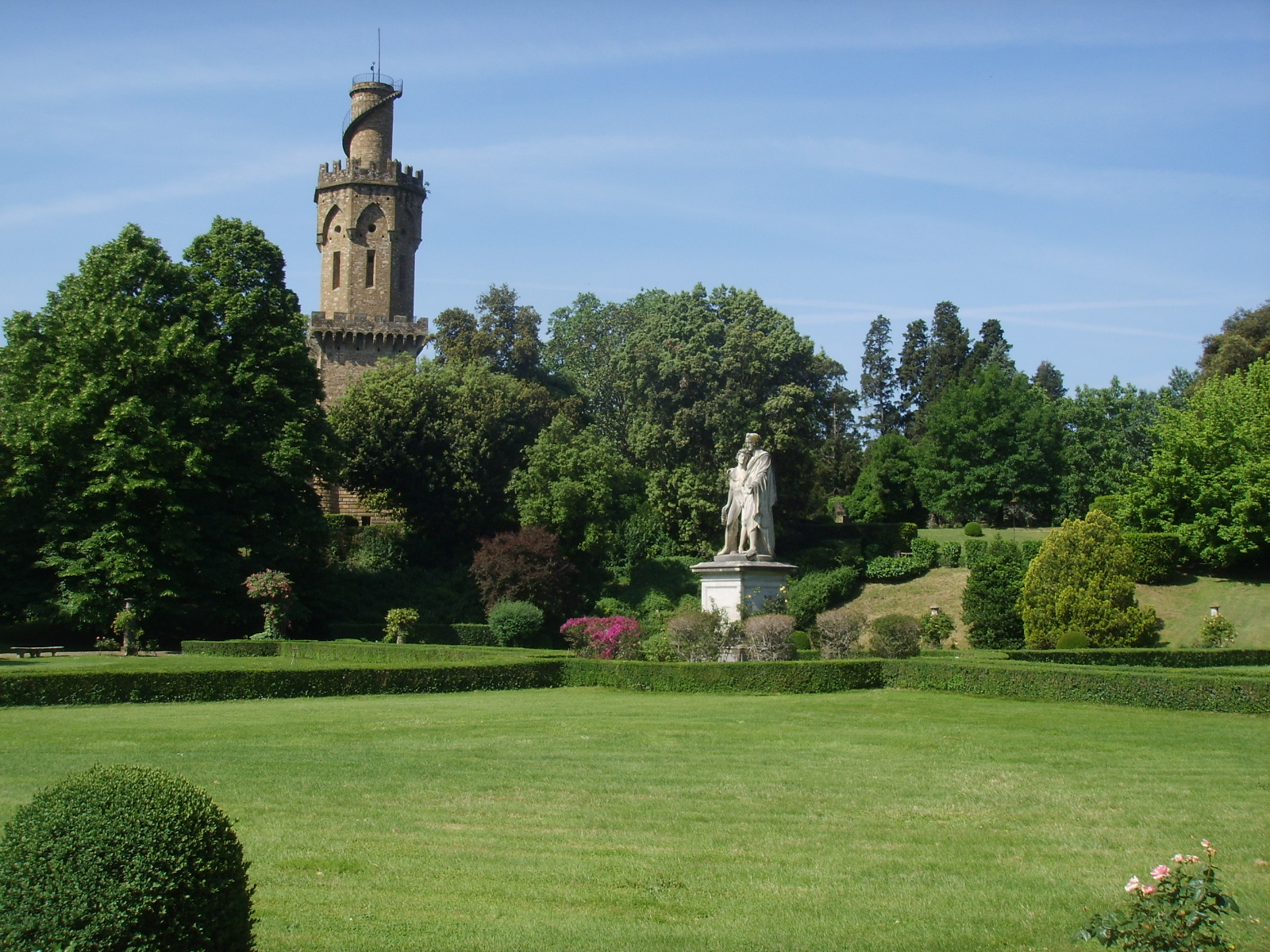
Giardino Torrigiani

- Giardino di scultura contemporanea olandese
- Parco il Ventaglio
- Parco del Neto
- Parco di Villa Demidoff

## Cimiteri monumentali

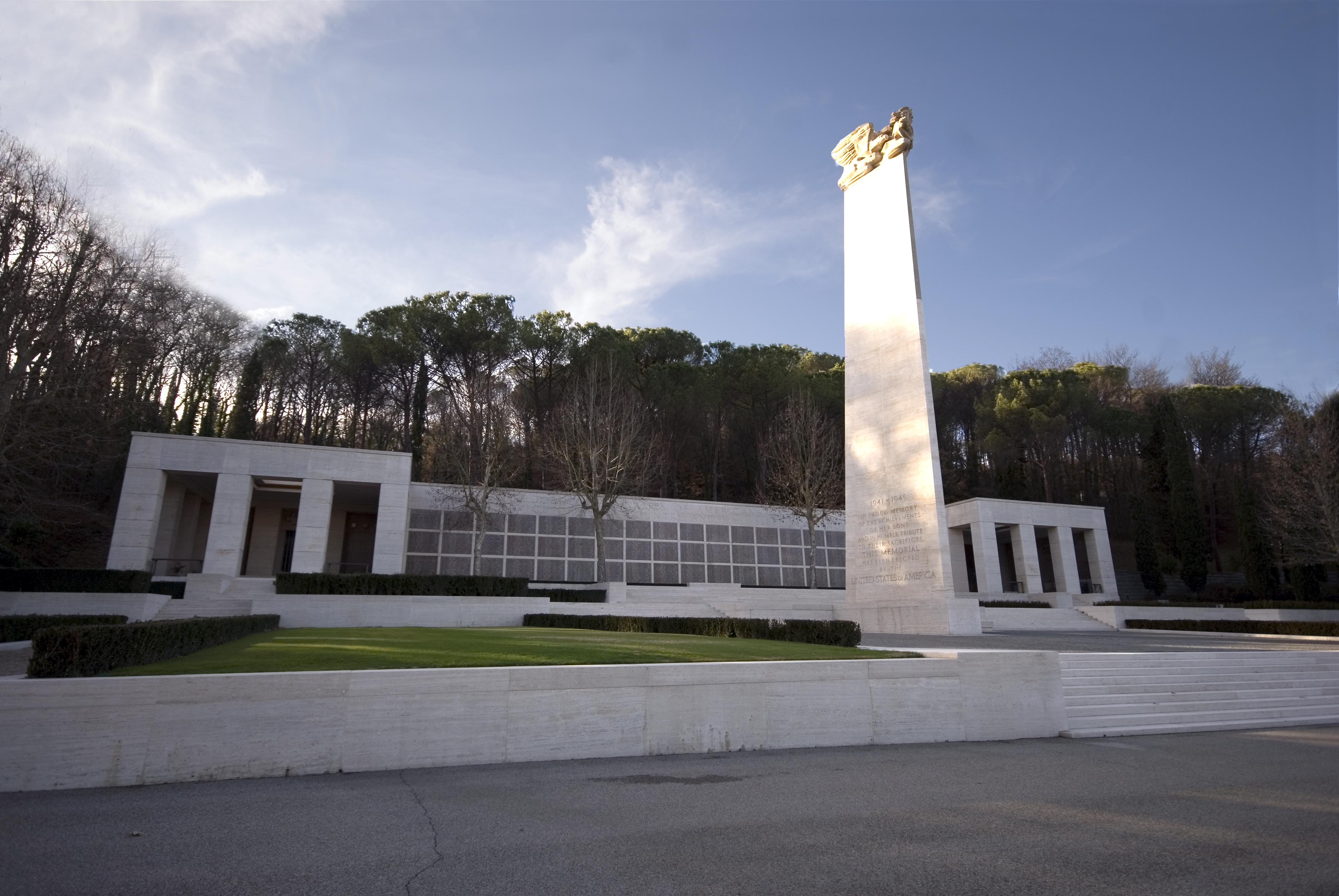
Florence American Cemetery and Memorial

- Cimitero degli inglesi
- cimitero monumentale ebraico
- Cimitero di Trespiano
- Cimitero degli Allori
- Cimitero americano dei Falciani
- Cimitero di Soffiano
- Cimitero dei Pinti

## Ville
- Villa Baldini Doufour
- Villa di Bellosguardo
- Villa di Bivigliano
- Villa Capponi
- Villa Convento di Carmignanello
- Villa Corsi Salviati
- Villa Corsini a Castello
- Villa Fabbricotti
- Villa Favard
- Villa Gamberaia
- Villa Gerini
- Villa Il Ventaglio
- Villa La Pietra
- Villa La Quiete
- Villa medicea di Careggi
- Villa medicea di Castello
- Villa medicea La Petraia
- Villa medicea della Topaia
- Villa medicea di Lappeggi
- Villa medicea di Marignolle

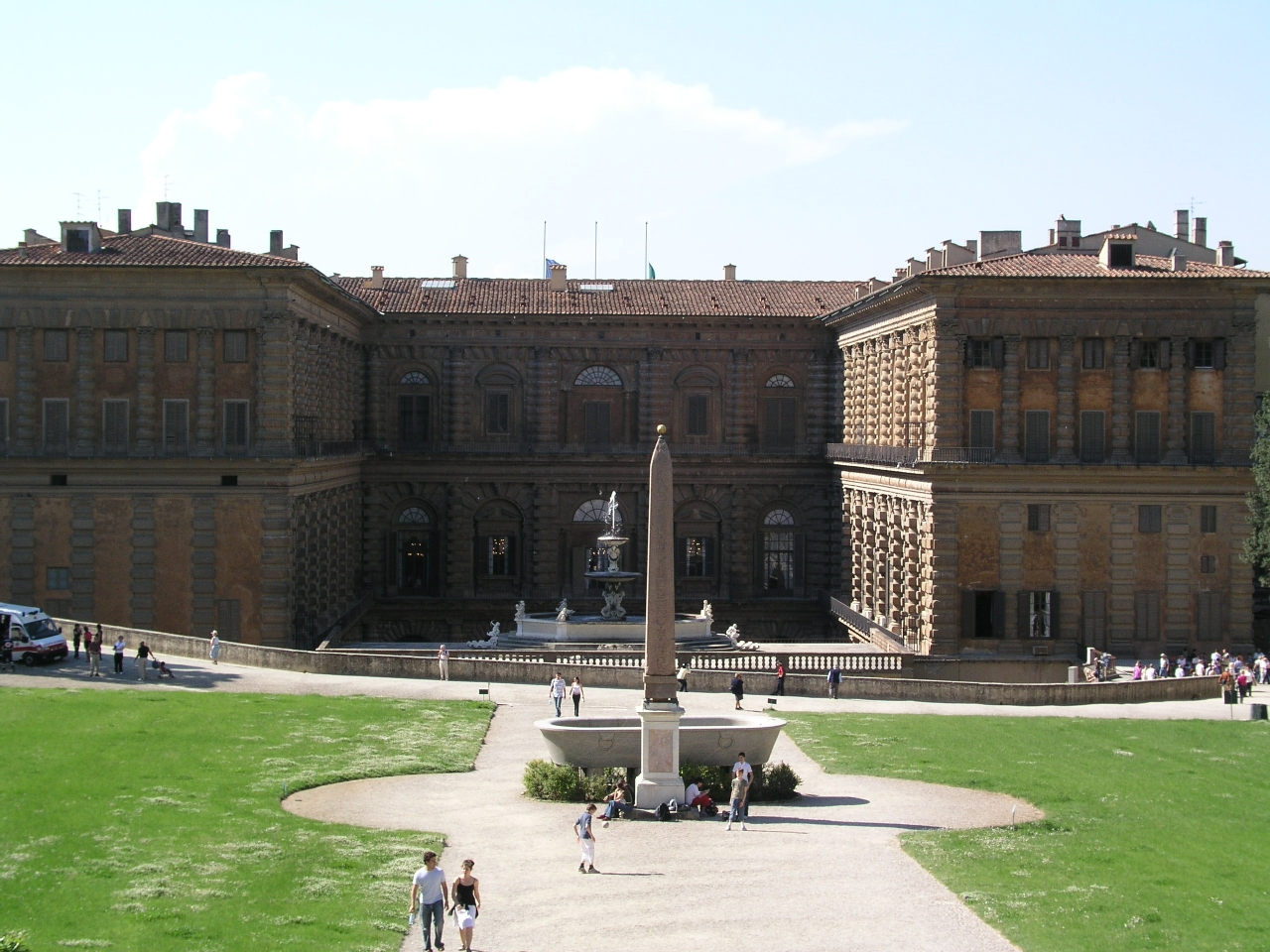
Palazzo Pitti, veduta dal giardino

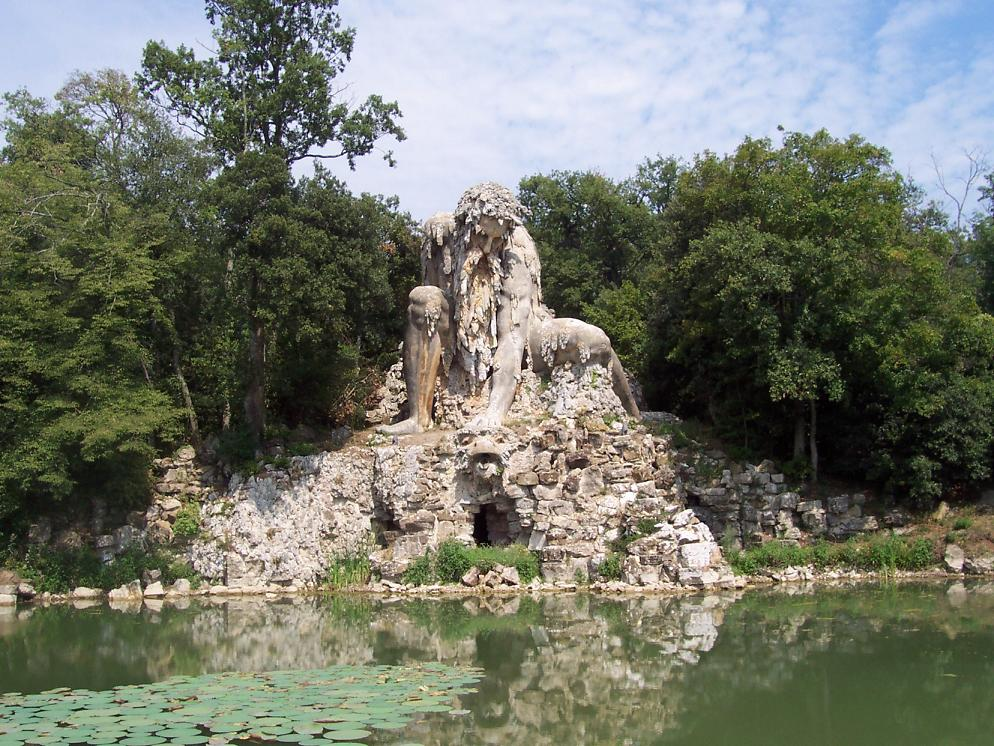
Colosso dell'Appennino nella Villa Demidoff

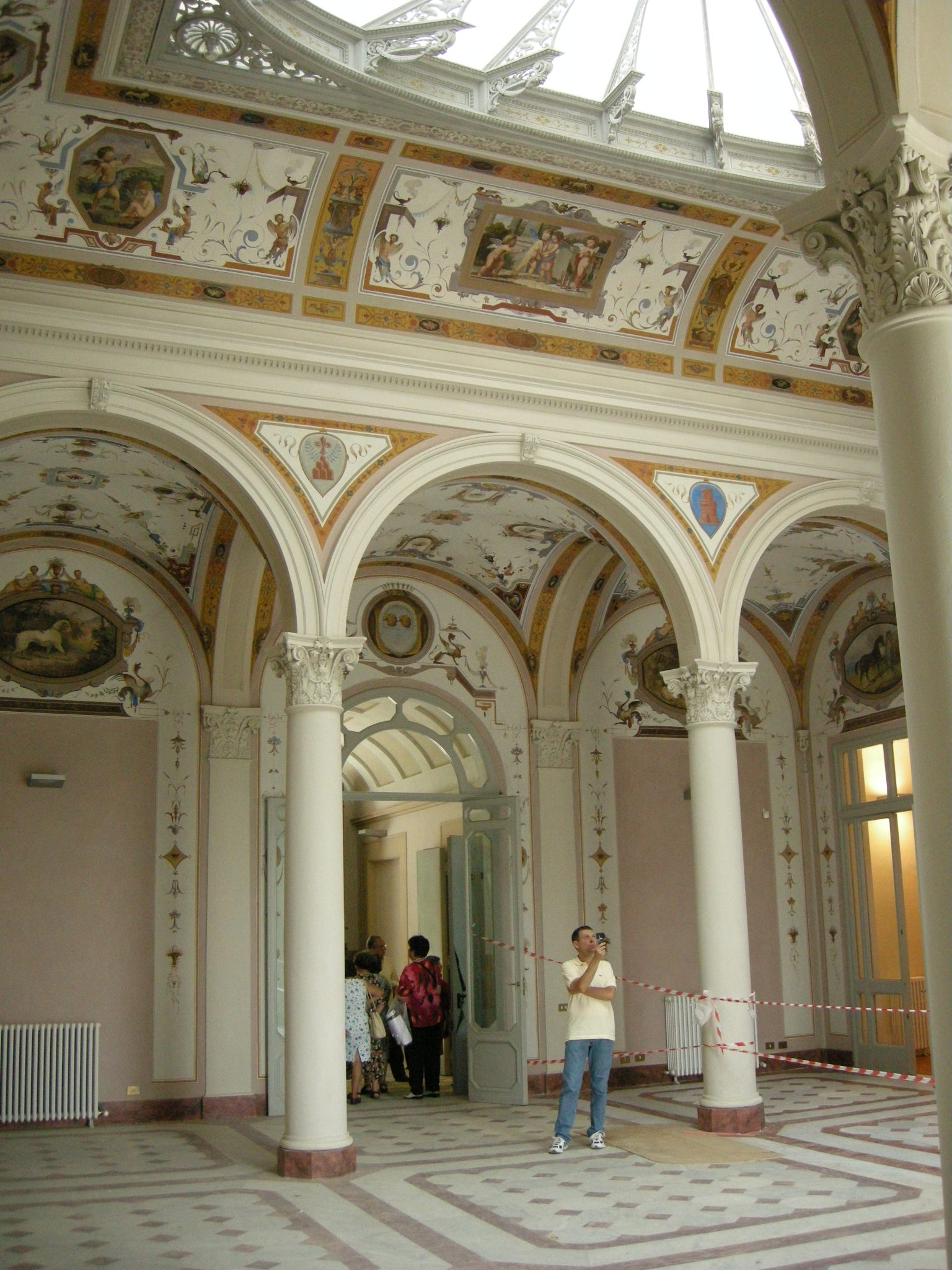
Villa Favard

- Villa medicea di Pratolino (Villa Demidoff)
- Villa di Mercatale
- Villa di Quarto
- Villa dell'Ombrellino
- Villa di Poggio Imperiale
- Villa di Poggio Reale
- Villa San Donato (distrutta)

## Altro
- Ponti di Firenze
  - Ponte Vecchio
  - Ponte Santa Trinita
  - Ponte alle Grazie
  - Ponte alla Carraia
  - Ponte di San Niccolò
- Loggia del Porcellino
- Loggia del Grano
- Loggia dei Bianchi
- Mercato Centrale di Firenze
- Arco di Trionfo
- Colonne di Firenze
- Tabernacolo delle Fonticine
- Fontana dello Sprone
- Fontana dell'Uomo della pioggia
- Ospedale di Santa Maria Nuova
- Farmacia di Santa Maria Novella
- Granaio dell'Abbondanza

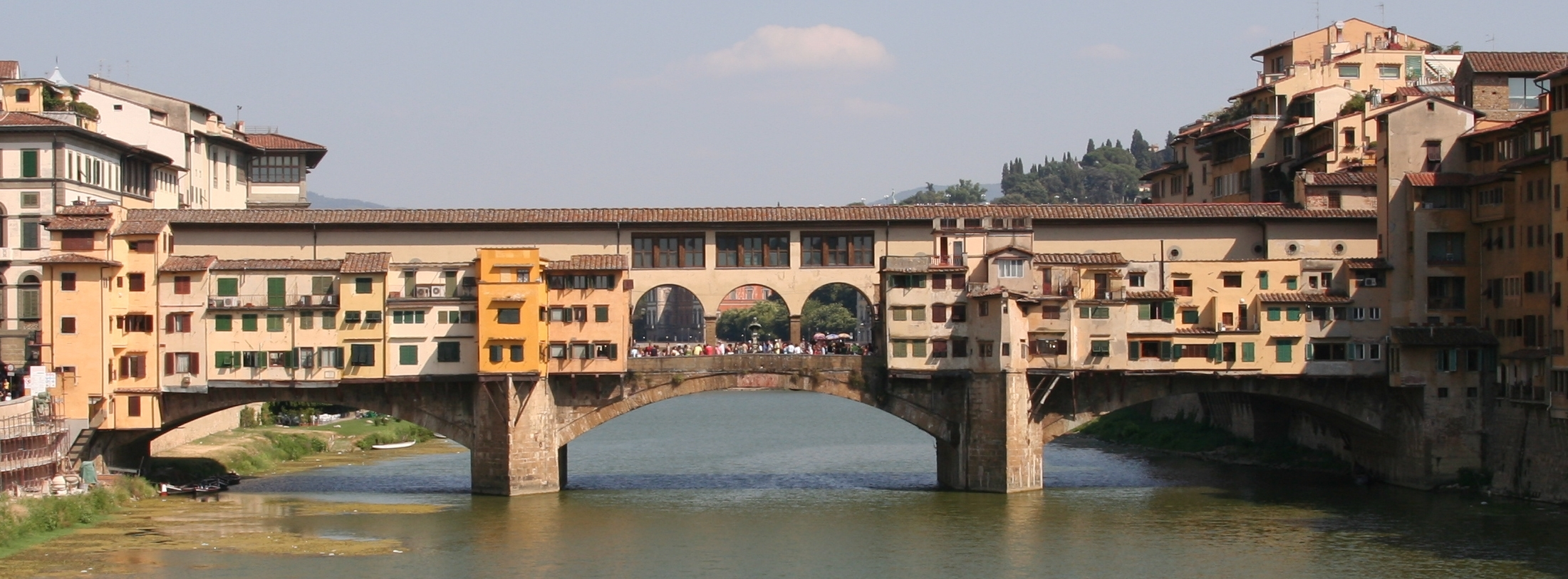
Ponte Vecchio

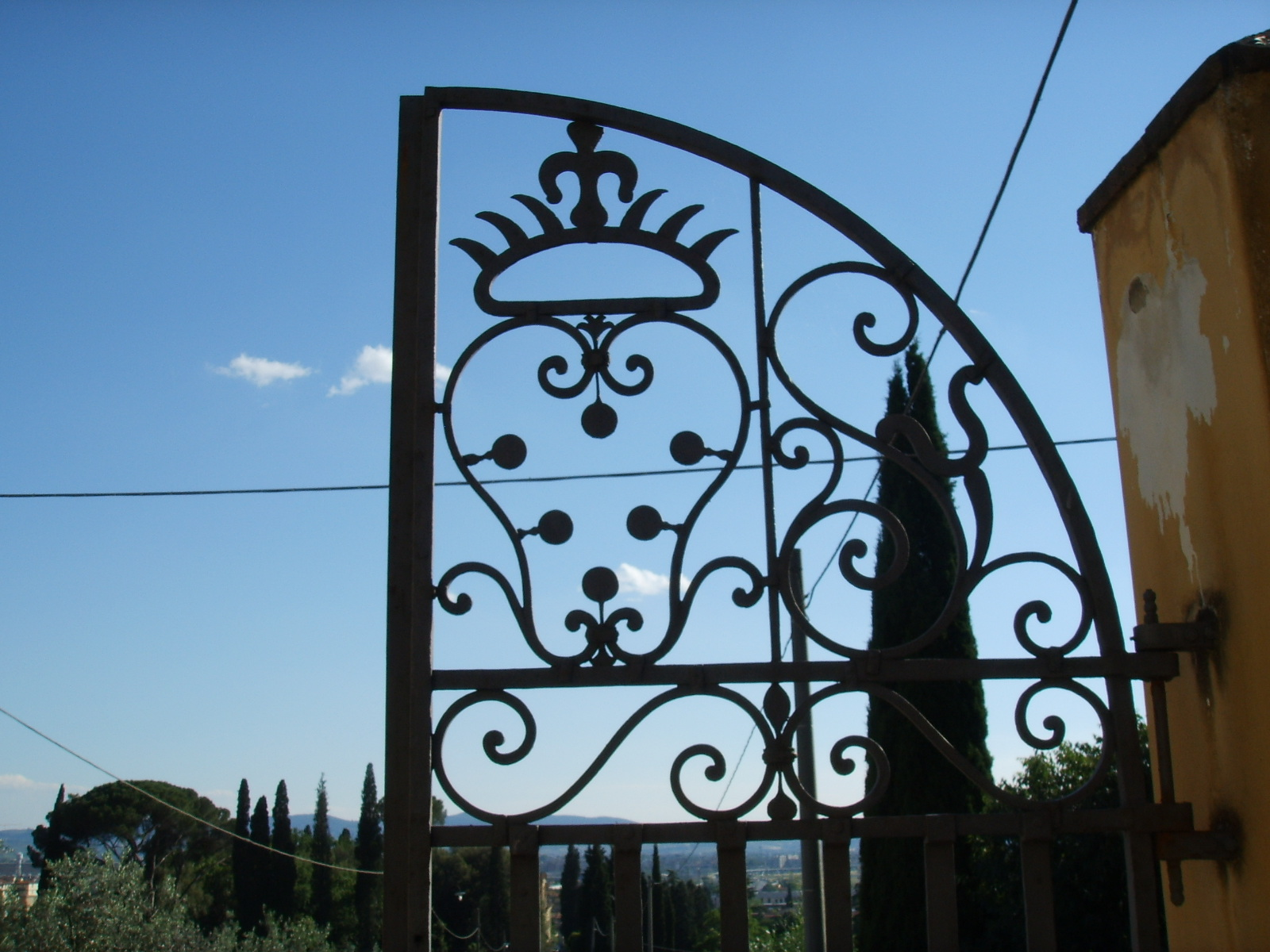
Stemma mediceo, sul cancello di Villa la Petraia

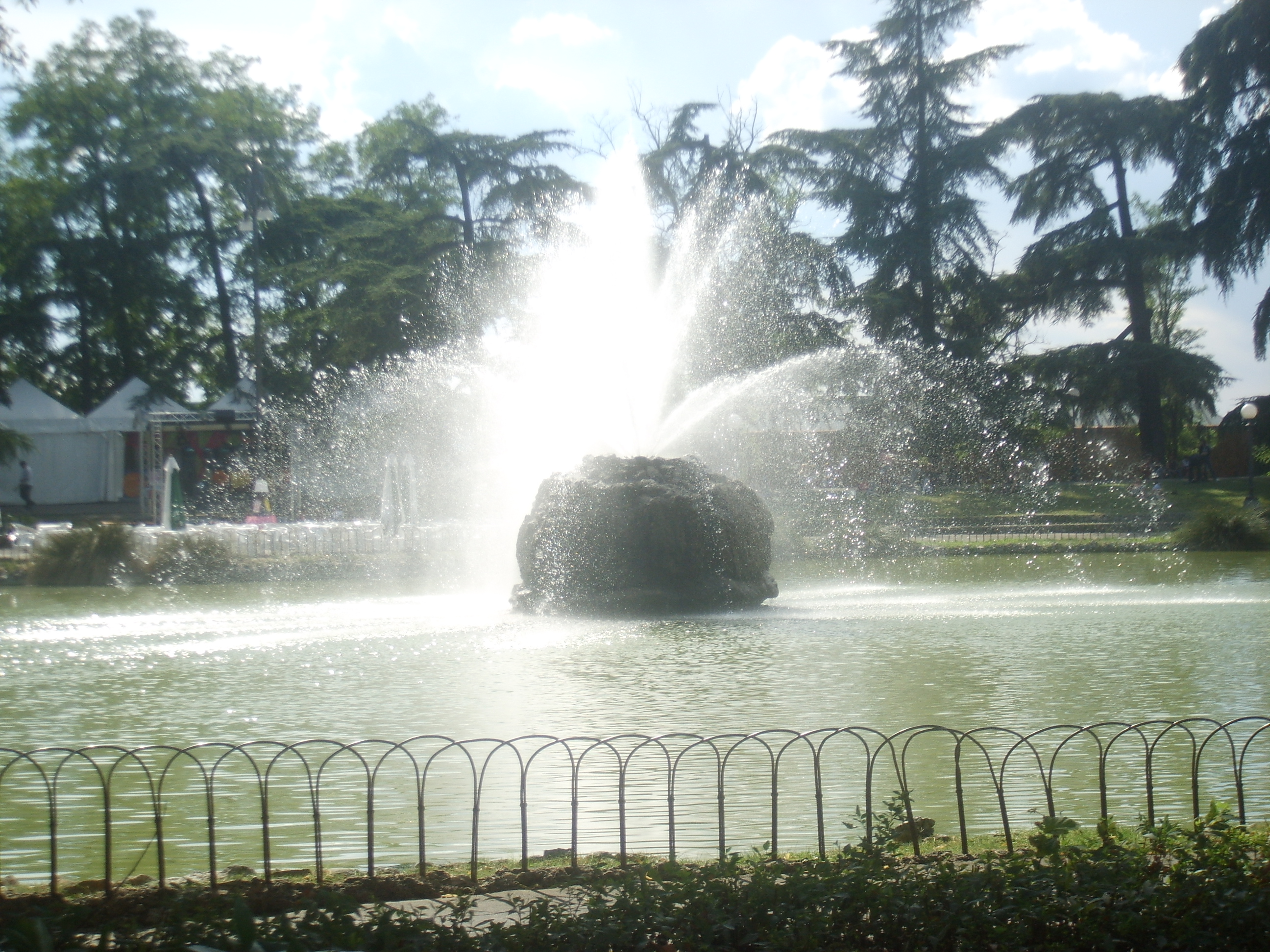
Giardini della Fortezza da Basso

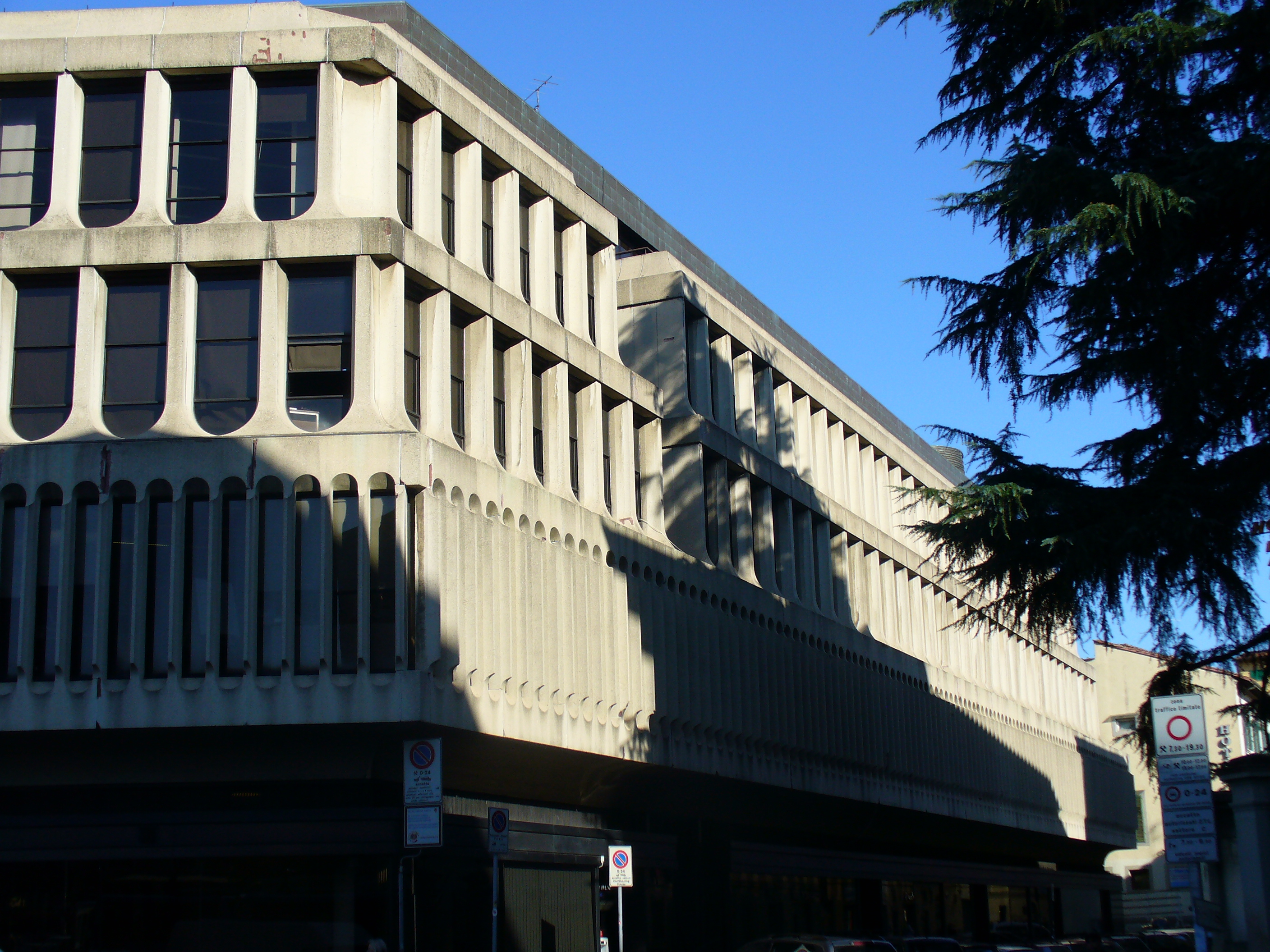
Palazzo degli Affari

- Conservatorio musicale Luigi Cherubini
- Accademia di Belle Arti
- Tempio Maggiore Israelitico di Firenze
- Ex-Sinagoga di via de' Ramaglianti
- Mura di Firenze
  - Porta al Prato
  - Porta San Gallo
  - Porta alla Croce
  - Torre della Zecca
  - Porta San Niccolò
  - Porta San Miniato
  - Porta San Giorgio
  - Porta Romana
  - Porta San Frediano
- Fortezza da Basso
- Forte Belvedere
- Torre della Pagliazza
- Palazzo degli Affari
- Stazione di Santa Maria Novella
- Stadio "Artemio Franchi"
- Certosa del Galluzzo